# 中農一也
中農 一也 （なかのう かずや、1954年 - ）は、学校法人誠和学院・姫路建設専門学校校長、日本工科大学校理事長。揖保川流域懇談会 委員。

## 経歴
1977年関西大学工学部建築学科卒業後、1978年末吉栄三研究室、1982年から1999年まで那覇市役所に所属。教育委員会、都市計画部、土木部を渡り開かれた学校施設づくり、文化遺産を活かしたまちづくり、亜熱帯庭園都市をコンセプトにした都市デザインなど行政アーバンデザインに携わるほか、糸満兼城の家など手掛ける。
1999年から、学校法人誠和学院理事長に就任。
2001年日本建築学会九州支部業績賞。2018年兵庫県から兵庫県功労者表彰。